# 阿尔伯托·希纳斯特拉
阿尔伯托·埃瓦里斯托·希纳斯特拉（西班牙語：Alberto Evaristo Ginastera，1916年4月11日—1983年6月25日），阿根廷作曲家。
父亲是加泰人，母亲是意大利人，出生于布宜诺斯艾利斯。早年在阿根廷国内学习，1945年赴美师从科普兰，回国后，发起组织作曲家协会并在多所大学任教。1971年旅居瑞士。
希纳斯特拉的早期作品受阿根廷民间音乐影响，富于舞蹈节奏和生活气息。50年代后开始采用序列音乐，但仍保持与传统的联系。其作品在拉丁美洲音乐史上拥有崇高地位，被认为是阿根廷最重要的古典音乐作曲家。